# Spotted Tail (sportowiec)
Eli Henry lub Spotted Tail (ur. w 1883 w Ohsweken) – kanadyjski zawodnik, uprawiający lacrosse, który na Letnich Igrzyskach Olimpijskich 1904 w Saint Louis wraz z kolegami z reprezentacji zdobył brązowy medal w grze drużynowej.
W turnieju wzięły udział trzy zespoły klubowe z Kanady i Stanów Zjednoczonych. Spotted Tail reprezentował klub Mohawk Indians.